# تپه گل تپه ۲
تپه گل تپه ۲ مربوط به عصر آهن است و در شهرستان کوثر، بخش مرکزی، دهستان سنجبد جنوبی، روستای نوده واقع شده و این اثر در تاریخ ۱۵ دی ۱۳۸۷ با شمارهٔ ثبت ۲۳۹۸۶ به‌عنوان یکی از آثار ملی ایران به ثبت رسیده است.